# Марсілья
Марсілья (ісп. Marcilla) — муніципалітет в Іспанії, у складі автономної спільноти Наварра. Населення — 2834 особи (2009).
Муніципалітет розташований на відстані близько 270 км на північний схід від Мадрида, 55 км на південь від Памплони.
На території муніципалітету розташовані такі населені пункти: (дані про населення за 2009 рік)
- Марсілья: 2799 осіб
- Ла-Асукарера: 19 осіб
- Контьєндас: 3 особи
- Ель-Ольмар: 3 особи
- Ель-Сото: 10 осіб

## Демографія
Динаміка населення (INE ):

## Галерея зображень

Розташування муніципалітету
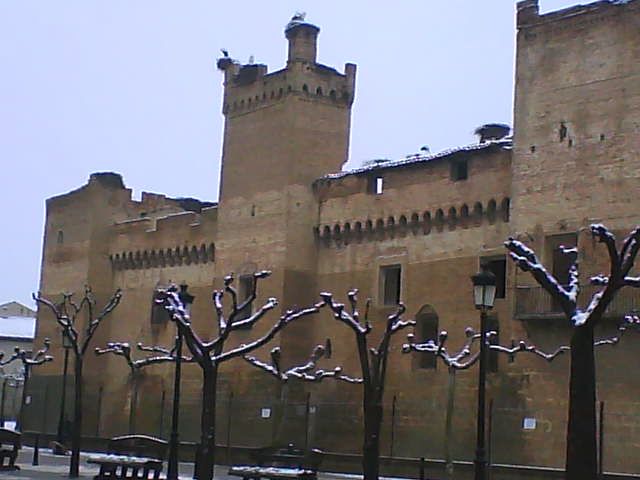
Замок у Марсільї